# Viszeromotorik
Die Viszeromotorik beschreibt die Bewegungen der unwillkürlichen Muskulatur beziehungsweise im engeren Sinn die Bewegung der Eingeweide (lat. Viscera), die Motorik also, welche durch viszeroefferente Signale zustande kommt. Der Begriff wird beispielsweise dazu benutzt, Nervenfasern respektive Anteile von Nerven zu klassifizieren, die für die Steuerung der glatten Muskulatur des Darms oder der Gefäße verantwortlich sind. Prinzipiell wird die Viszeromotorik durch das vegetative Nervensystem gesteuert.
Diese Steuerung durch das vegetative Nervensystem bezeichnet man auch als allgemein-viszeromotorische Efferenzen. Über sie werden die exokrinen Drüsen, die Herzmuskulatur sowie die glatte Muskulatur der Blutgefäße, des Auges, der Lunge, des Verdauungssystems, des Harn- und Geschlechtsapparates und die Musculi arrectores pilorum gesteuert. Die parasympathischen Nervenfasern stammen aus Nervenkernen einiger Hirnnerven (Nervus oculomotorius, Nervus trigeminus, Nervus facialis, Nervus glossopharyngeus und Nervus vagus) und dem Sakralmark, die sympathischen Wurzelzellen liegen im Brust- und Lendenteil des Rückenmarks.
Von allgemeinen grenzt man die speziell-viszeromotorischen Efferenzen ab. Diese versorgen quergestreifte Muskulatur, welche sich vom Mesenchym der Kiemenbogen ableitet. Dazu zählen die mimische Muskulatur, die Kaumuskulatur, die Muskulatur des Mittelohrs, die Kehlkopfmuskulatur und die Pharynxmuskulatur. Speziell-viszeromotorische Fasern verlaufen im Nervus trigeminus, Nervus facialis, Nervus glossopharyngeus, Nervus vagus und Nervus accessorius.